# Caterham F1 Team
A Caterham F1 Team foi uma equipe de automobilismo malaia, posteriormente britânica, com sede no Reino Unido que disputou a Fórmula 1 sob uma licença da Malásia. A equipe competiu como Caterham, pela primeira vez na temporada de Fórmula 1 de 2012, após a mudança do nome da equipe, que competiu como Team Lotus em 2011. A marca Caterham competido no Campeonato Mundial de Fórmula 1 de 2012 até 2014, após a aquisição da fabricante britânica de carros esportivos Caterham Cars pelo ex-proprietário e diretor da equipe Tony Fernandes, formando o Grupo Caterham.
Em julho de 2014, Tony Fernandes, e seus sócios anunciaram que haviam vendido a equipe para um consórcio de investidores suíços e do Oriente Médio. O nome "Caterham" foi usado posteriormente sob licença após a separação do Caterham Group.
Em outubro de 2014, a Caterham entrou administração legal e não compareceu a um fim de semana de corrida pela primeira vez na sua história, o Grande Prêmio dos Estados Unidos. Em novembro de 2014, depois de também perder o Grande Prêmio do Brasil, a Caterham se tornou a primeira equipe de Fórmula 1 a recorrer ao financiamento coletivo, o que permitiu-lhe competir no último Grande Prêmio de 2014 e tomar parte nos testes finais da temporada ambas realizadas em Abu Dhabi. Em 27 de fevereiro de 2015, a Federação Internacional de Automobilismo (FIA) publicou uma lista revisada de participantes que incluía a Manor Marussia e excluía a Caterham da lista, e em março do mesmo ano, os ativos da equipe foram postos em leilão, o que significou o fim oficial da equipe.

## História

### Antecedentes

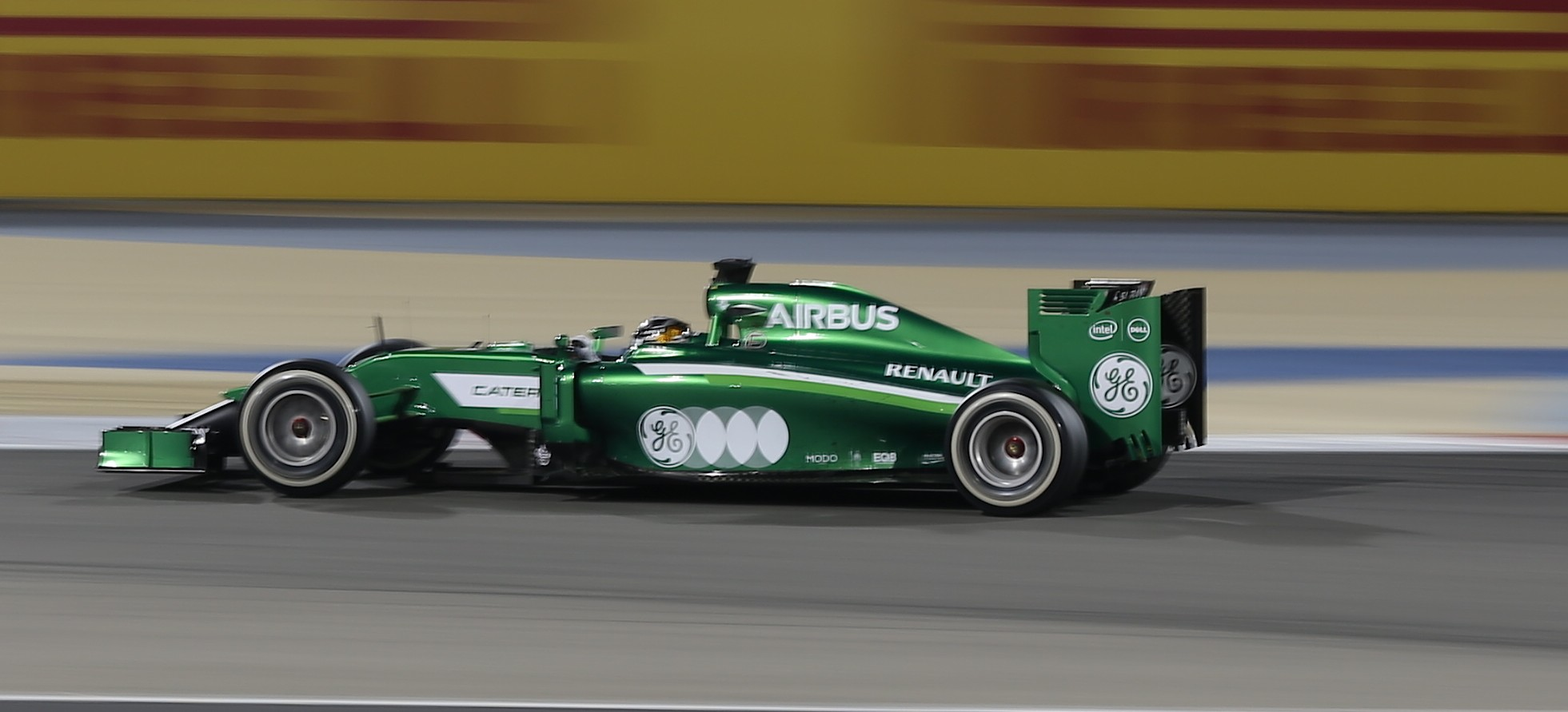
Kamui Kobayashi durante o Grande Prêmio do Barém de 2014.

A equipe de Fernandes entrou originalmente na Fórmula 1 em 2010 como Lotus Racing, usando o nome Lotus sob licença do Grupo Lotus. Quando a Proton - a proprietária do Grupo Lotus - terminada a licença, Fernandes adquiriu a propriedade privada do nome Team Lotus para o seu uso na temporada de 2011. Como a Proton começou um processo judicial contra a equipe, Fernandes adquiriu a Caterham Cars. Em novembro de 2011, a equipe pediu à comissão da Fórmula 1 para alterar formalmente o seu nome construtor para a temporada de 2012 de Lotus para Caterham, enquanto a Renault mudou seu nome para Lotus. A permissão foi concedida antes de ser formalmente ratificado em uma reunião do Conselho Mundial de Automobilismo da FIA.

## Pilotos
| Ano  | Nome             | Carro | Pneus | Motor   | Pilotos                                                     | Pilotos de testes                                    | Classificação Pontos        |
| ---- | ---------------- | ----- | ----- | ------- | ----------------------------------------------------------- | ---------------------------------------------------- | --------------------------- |
| 2014 | Caterham F1 Team | CT-05 | P     | Renault | Marcus Ericsson Will Stevens Kamui Kobayashi André Lotterer | Roberto Merhi Robin Frijns Alexander Rossi           | NC (11º lugar) nenhum ponto |
| 2013 | Caterham F1 Team | CT-03 | P     | Renault | Charles Pic Giedo van der Garde                             | Rodolfo González                                     | NC (11º lugar) nenhum ponto |
| 2012 | Caterham F1 Team | CT-01 | P     | Renault | Heikki Kovalainen Vitaly Petrov                             | Giedo van der Garde Alexander Rossi Rodolfo González | NC (10º lugar) nenhum ponto |

## Resultados
| Ano  | Carro | Motor                           | Pneu | Pilotos             | 1   | 2   | 3   | 4   | 5   | 6   | 7   | 8   | 9   | 10  | 11  | 12  | 13  | 14  | 15  | 16  | 17  | 18  | 19  | 20  | Pts da Equipe | Pos da Equipe |
| ---- | ----- | ------------------------------- | ---- | ------------------- | --- | --- | --- | --- | --- | --- | --- | --- | --- | --- | --- | --- | --- | --- | --- | --- | --- | --- | --- | --- | ------------- | ------------- |
| 2012 | CT01  | Renault RS27-2012 2.4 V8        | P    |                     | AUS | MAL | CHN | BAR | ESP | MON | CAN | EUR | GBR | ALE | HUN | BEL | ITA | SIN | JAP | COR | IND | ABU | EUA | BRA | 0             | 10º           |
| 2012 | CT01  | Renault RS27-2012 2.4 V8        | P    | Heikki Kovalainen   | Ret | 18  | 23  | 17  | 16  | 13  | 18  | 14  | 17  | 19  | 17  | 17  | 14  | 15  | 15  | 17  | 18  | 13  | 18  | 14  | 0             | 10º           |
| 2012 | CT01  | Renault RS27-2012 2.4 V8        | P    | Vitaly Petrov       | Ret | 16  | 18  | 16  | 17  | Ret | 19  | 13  | DNS | 16  | 19  | 14  | 15  | 19  | 17  | 16  | 17  | 16  | 17  | 11  | 0             | 10º           |
| 2013 | CT03  | Renault RS27-2013 2.4 V8        | P    |                     | AUS | MAL | CHN | BAR | ESP | MON | CAN | GBR | ALE | HUN | BEL | ITA | SIN | JAP | COR | IND | ABU | EUA | BRA |     | 0             | 11º           |
| 2013 | CT03  | Renault RS27-2013 2.4 V8        | P    | Charles Pic         | 16  | 14  | 16  | 17  | 17  | Ret | 18  | 15  | 17  | 15  | Ret | 17  | 19  | 14  | 18  | Ret | 19  | 20  | Ret |     | 0             | 11º           |
| 2013 | CT03  | Renault RS27-2013 2.4 V8        | P    | Giedo van der Garde | 18  | 15  | 18  | 21  | Ret | 15  | Ret | 18  | 18  | 14  | 16  | 18  | 16  | 15  | Ret | Ret | 18  | 19  | 18  |     | 0             | 11º           |
| 2014 | CT05  | Renault Energy F1-2014 1.6 V6 t | P    |                     | AUS | MAL | BAR | CHN | ESP | MON | CAN | AUT | GBR | ALE | HUN | BEL | ITA | SIN | JAP | RUS | EUA | BRA | ABU |     | 0             | 11º           |
| 2014 | CT05  | Renault Energy F1-2014 1.6 V6 t | P    | Marcus Ericsson     | Ret | 14  | Ret | 20  | 20  | 11  | Ret | 18  | Ret | 18  | Ret | 17  | 19  | 15  | 17  | 19  |     |     |     |     | 0             | 11º           |
| 2014 | CT05  | Renault Energy F1-2014 1.6 V6 t | P    | Kamui Kobayashi     | Ret | 13  | 15  | 18  | Ret | 13  | Ret | 16  | 15  | 16  | Ret |     | 17  | DNS | 19  | Ret |     |     | Ret |     | 0             | 11º           |
| 2014 | CT05  | Renault Energy F1-2014 1.6 V6 t | P    | André Lotterer      |     |     |     |     |     |     |     |     |     |     |     | Ret |     |     |     |     |     |     |     |     | 0             | 11º           |
| 2014 | CT05  | Renault Energy F1-2014 1.6 V6 t | P    | Will Stevens        |     |     |     |     |     |     |     |     |     |     |     |     |     |     |     |     |     |     | 17  |     | 0             | 11º           |

Negrito = Pole Position.
Itálico   = Volta Mais Rápida
Ret = Não completou a prova.
- = Classificado pois completou 90% ou mais da prova.
½ = Foram dados a metade dos pontos. A corrida foi interrompida pelo mau tempo.
Desc = Desclassificado da prova.